# Rafim Azimow
Rafim Azimow ros. Рахим Азизбоевич Азимов - (ur. 16 sierpnia 1964) rosyjski polityk, deputowany do Dumy Państwowej Federacji Rosyjskiej VII kadencji, reprezentujący ugrupowanie Jedna Rosja.

## Wykształcenie
docent, doktor nauk technicznych
- Leningradzki Instytut Górniczy im. G.W. Plechanowa, 1986;
- Akademia Dyplomatyczna Ministerstwa Spraw Zagranicznych Federacji Rosyjskiej, 2002;
- Sankt-Petersburski Uniwersytet Ministerstwa Spraw Wewnętrznych Rosji 2011[1].